# EMBO Gold Medal
Die EMBO Gold Medal ist eine Auszeichnung der European Molecular Biology Organization. Der Preis richtet sich an herausragende Forscher in den Lebenswissenschaften am Anfang ihrer Karriere (unter 40 Jahre). Die Preisträger erhalten eine Medaille und ein Preisgeld von 10.000 Euro.

## Preisträger
- 1986 John Tooze (Vereinigte Staaten)
- 1987 Barbara Pearse (Vereinigtes Königreich)
- 1988 Antonio Lanzavecchia (Schweiz)
- 1989 Hugh Pelham (Vereinigtes Königreich)
- 1990 Erwin F. Wagner (Spanien)
- 1991 Patrick Stragier (Frankreich)
- 1992 Carl-Henrik Heldin (Schweden)
- 1993 Jim Cuthbert Smith (Vereinigtes Königreich)
- 1994 Paolo Sassone-Corsi (Vereinigte Staaten)
- 1995 Richard Treisman (Vereinigtes Königreich)
- 1996 Enrico Coen (Vereinigtes Königreich)
- 1997 Dirk Görlich (Deutschland)
- 1998 Adriano Aguzzi (Schweiz)
- 1999 Konrad Basler (Schweiz)
- 2000 Christof Niehrs (Deutschland)
- 2000 Daniel St Johnston (Vereinigtes Königreich)
- 2001 Matthew Freeman (Vereinigtes Königreich)
- 2002 Amanda Fisher (Vereinigtes Königreich)
- 2003 Anthony Hyman (Deutschland)
- 2004 Maria Blasco (Spanien)
- 2005 Dario Alessi (Vereinigtes Königreich)
- 2006 Frank Uhlmann (Vereinigtes Königreich)
- 2007 Jan Löwe (Vereinigtes Königreich)
- 2008 James Briscoe (Vereinigtes Königreich)
- 2009 Olivier Voinnet (Frankreich, 2013 zurückgezogen)
- 2010 Jason W. Chin (Vereinigtes Königreich)
- 2011 Simon Boulton (Vereinigtes Königreich)
- 2012 Jiří Friml (Belgien)
- 2013 Thijn Brummelkamp (Niederlande)
- 2014 Sophie Martin (Schweiz)
- 2015 Ido Amit (Israel)
- 2015 Sarah Teichmann (Vereinigtes Königreich)
- 2016 Ben Lehner (Spanien)
- 2016 Richard Benton (Schweiz)
- 2017 Maya Schuldiner (Israel)
- 2018 Marek Basler (Schweiz)
- 2018 Melina Schuh (Deutschland)
- 2019 M. Madan Babu (Vereinigtes Königreich)
- 2019 Paola Picotti (Schweiz)
- 2020 Markus Ralser (Deutschland)
- 2020 Sarah-Maria Fendt (Belgien)
- 2021 Andrea Ablasser (Schweiz)
- 2022 Prisca Liberali (Schweiz)
- 2023 Julia Mahamid (Deutschland)
- 2024 Elvan Böke (Spanien)
- 2025 Tanmay Bharat (Vereinigtes Königreich), David Bikard (Frankreich)